# Флавий Манлий Боэций
Флавий (Ноний Аррий ?) Манлий Боэций (лат. Flavius Nonius Arrius Manlius Boethius) (?? — после 487 (?)) — политический деятель Раннего Средневековья (V век).
Его имя восстанавливается по консульскому диптиху найденному в Бриксии (лат. Brixia): «N(onius) Ar(rius) Manl(ius) Boethius».
Возможно сын Боэция — префекта претория при Валентиниане III. Вероятно, отец знаменитого философа Аниция Манлия Торквата Северина Боэция и следовательно, умер вскоре после 487 года.
О его ранней карьере ничего не известно, но возможно, идентифицируется c Боэцием — praefectus augustalis (Египет 475 / 476).
До 487 года был префектом Рима.
Между 480 и 486 году был префектом претория Италии.
В 487 году стал во второй раз префектом Рима. Так как надпись «ex p.u.r.» отсутствует, то, по-видимому, занимал этот пост во время своего консульства.
Консул 487 года без коллеги на Востоке или Западе. Его консульство не было признано на Востоке.
Возможно, стал патрицием во время своего консульства.